# Бэйху
Бэйху́ (кит. упр. 北湖, пиньинь Běihú) — район городского подчинения городского округа Чэньчжоу провинции Хунань (КНР).

## История
Ещё во времена империи Цинь, в 221 году до н. э., был создан уезд Чэньсянь (郴县). После монгольского завоевания в нём в 1276 году разместились власти Чэньчжоуского региона (郴州路), а сам уезд был переименован в Чэньян (郴阳县). После свержения власти монголов и основания империи Мин «регионы» были переименованы в «управы» — так в 1368 году появилась Чэньчжоуская управа (郴州府). В 1376 году она была немного понижена в статусе, став Чэньчжоуской непосредственно управляемой областью (郴州直隶州); уезд Чэньян был при этом расформирован, а его территория напрямую подчинена областным властям. После Синьхайской революции в Китае была проведена реформа структуры административного деления, в ходе которой области были упразднены, и поэтому в 1913 году Чэньчжоуская непосредственно управляемая область была расформирована, а территория, напрямую подчинённая её властям, вновь стала уездом Чэньсянь.
После образования КНР в 1949 году был создан Специальный район Чэньсянь (郴县专区), и уезд Чэньсянь вошёл в его состав; власти специального района разместились именно в уезде Чэньсянь. В 1951 году он был переименован в Специальный район Чэньчжоу (郴州专区).
В октябре 1952 года Специальный район Чэньчжоу был расформирован, и его административные единицы перешли в состав новой структуры — Сяннаньского административного района (湘南行政区). В 1954 году Сяннаньский административный район был упразднён, и был вновь создан Специальный район Чэньсянь.
В августе 1958 года урбанизированная часть уезда Чэньсянь была выделена в отдельный городской уезд Чэньчжоу.
29 августа 1960 года Специальный район Чэньсянь был вновь переименован в Специальный район Чэньчжоу.
20 мая 1963 года городской уезд Чэньчжоу был вновь присоединён к уезду Чэньсянь.
В 1970 году Специальный район Чэньчжоу был переименован в Округ Чэньчжоу (郴州地区).
В декабре 1977 года из уезда Чэньсянь был вновь выделен городской уезд Чэньчжоу.
Постановлением Госсовета КНР от 17 декабря 1994 года были расформированы округ Чэньчжоу, городской уезд Чэньчжоу и уезд Чэньсянь, и образован городской округ Чэньчжоу; на землях бывших городского уезда Чэньчжоу и уезда Чэньсянь были созданы районы Бэйху и Сусянь. В состав нового района Бэйху вошло 3 уличных комитета и 3 волости бывшего городского уезда Чэньчжоу, и 10 волостей бывшего уезда Чэньсянь.

## Административное деление
Район делится на 8 уличных комитетов, 2 посёлка и 2 национальные волости.